# Carles Guerra
Carles Guerra Rojas (Amposta, 1965) es un artista, profesor universitario, crítico de arte y curador independiente español.

## Biografía
Guerra obtuvo un doctorado en Bellas Artes en la Universidad de Barcelona y un máster en Teoría de los Medios de Comunicación en la New School for Social Research de Nueva York.
Centrándose en el arte de posguerra y especialmente en el arte conceptual, las principales exposiciones que ha comisariado Carles Guerra son Art & Language in Practice (Fundación Antoni Tàpies, 1999), Arrêter l'exposition (Museo de Arte Contemporáneo de Barcelona, 1999), 1979, a Monument to Radical Moments (Palacio de la Virreina, 2011) y Art & Language Uncompleted - The Philippe Méaille Collection (MACBA, 2014), En 2004 fue nombrado director de la Primavera Fotográfica de Cataluña, y en 2009 se convirtió en director del Palacio de la Virreina de Barcelona. Cuando la Colección Philippe Méaille fue prestada al MACBA en 2011, Bartomeu Mari —entonces director del MACBA— contrató a Carles Guerra como conservador jefe del museo, recordando que Art & Language era el tema de su tesis doctoral. Entre 2015 y 2020 asumió la dirección de la Fundación Antoni Tàpies.
Paralelamente a sus actividades como curador y gestor, Carles Guerra es profesor de Estructuras Sociales y Tendencias Culturales en la Universidad Pompeu Fabra y fue miembro del proyecto Greenroom en el Bard College de Nueva York.